# Солнечное (Жарминский район)
Солнечное (каз. Шуақ) — село в Жарминском районе Абайской области Казахстана. Входит в состав Ауэзовской поселковой администрации. Код КАТО — 634435200.

## Население
В 1999 году население села составляло 246 человек (120 мужчин и 126 женщин). По данным переписи 2009 года, в селе проживало 216 человек (130 мужчин и 86 женщин). По данным переписи 2021 года, в селе проживало 93 человека.